# Aeroportul Chilas
Aeroportul Chilas (IATA: CHB, ICAO: OPCL) este un aeroport din Pakistan ce deservește zona Chilas⁠(d). A fost numit după zona deservită.
Situat la o altitudine de 1.265 m, aeroportul dispune de o singură pistă. Este operat de Pakistan Civil Aviation Authority⁠(d).